# Serie A1 i volleyboll 1999–2000 (damer)
Serie A1 1999–2000 spelades 9 oktober 1999 till 11 maj 2000. Det var den 63:e upplagan av tävlingen, som utser de italienska mästarna i volleyboll på damsidan. I turneringen deltog tolv klubblag som tillhörde Federazione Italiana Pallavolo. Volley Modena blev mästare för första gången genom att besegra Virtus Reggio Calabria i finalen. Futura Volley Busto Arsizio och Pallavolo Reggio Emilia åkte ur serien. Antonina Zetova var främsta poängvinnare med 479 bollpoäng i grundserien.

## Regelverk

### Format
- Tävlingen bestod av en grundserie, där alla möte alla, både hemma och borta, och ett slutspel i cupformat.
- De åtta första lagen i serien genomförde en slutspelscup. Kvartsfinalerna avgjordes i bäst av tre matcher, medan semifinaler och final avgjordes i bäst av fem matcher.
- Det två sista lagen i serien flyttades ner direkt till Serie A2.

### Metod för att bestämma tabellplacering
Om slutresultatet blev 3-0 eller 3-1 tilldelades 3 poäng till det vinnande laget och 0 till det förlorande laget, om slutresultatet blev 3-2 tilldelades 2 poäng till det vinnande laget och 1 till det förlorande laget.
Lagens position i respektive grupp bestämdes utifrån (i tur och ordning):
- Poäng;
- Antal vunna matcher
- Kvot vunna/förlorade set
- Kvot vunna/förlorade bollpoäng.

## Deltagande lag
Förutom de tio lag som var kvar i serien från föregående säsong deltog Romanelli Volley och Futura Volley Busto Arsizio som var uppflyttade från Serie A2.
| Klubb                       | Stad               | Hemmaplan                 | Föregående säsong                            |
| --------------------------- | ------------------ | ------------------------- | -------------------------------------------- |
| Volley Bergamo              | Bergamo            | PalaNorda                 | 2:a i Serie A1; Italienska mästare           |
| Futura Volley Busto Arsizio | Busto Arsizio      | PalaPiantanida            | 2:a i Serie A2; Vinnare uppflyttningsspel    |
| Romanelli Volley            | Florens            | Palazzetto dello Sport    | 1:a i Serie A2; Vinnare uppflyttningsspel    |
| PVF Matera                  | Matera             | PalaSassi                 | 10:a i Serie A1; Kvartsfinal i slutspelet    |
| Volley Modena               | Modena             | PalaPanini                | 3:a i Serie A1; Semifinal i slutspelet       |
| Centro Ester Pallavolo      | Neapel             | Palazzetto dello Sport    | 5:a i Serie A1; Kvartsfinal i slutspelet     |
| Pallavolo Palermo           | Palermo            | PalaUditore               | 11:a i Serie A1; Åttondelsfinal i slutspelet |
| Pallavolo Sirio Perugia     | Perugia            | PalaEvangelisti           | 4:a i Serie A1; Semifinal i slutspelet       |
| Olimpia Ravenna             | Ravenna            | PalaDeAndrè               | 8:a i Serie A1; Åttondelsfinal i slutspelet  |
| Virtus Reggio Calabria      | Reggio Calabria    | PalaPentimele             | 1:a i Serie A1; Final i slutspelet           |
| Pallavolo Reggio Emilia     | Reggio nell'Emilia | PalaBigi                  | 7:a i Serie A1; Kvartsfinal i slutspelet     |
| Vicenza Volley              | Vicenza            | Palasport Stad di Vicenza | 6:a i Serie A1; Kvartsfinal i slutspelet     |

## Turneringen

### Grundserien

#### Resultat
| Första omgången |                         |     |                                   |
|                 |                         |     |                                   |
| 10-10           | Reggio Calabria-Perugia | 3-0 | 25-16, 25-22, 25-21               |
| 10-10           | Modena-Vicenza          | 3-0 | 25-20, 25-20, 25-16               |
| 10-10           | Bergamo-Napoli          | 1-3 | 18-25, 25-18, 16-25, 20-25        |
| 09-10           | Ravenna-Reggio Emilia   | 2-3 | 25-16, 25-11, 23-25, 21-25, 14-16 |
| 10-10           | Firenze-Matera          | 3-0 | 25-19, 25-17, 25-12               |
| 10-10           | Palermo-Busto Arsizio   | 3-1 | 25-19, 26-24, 16-25, 25-20        |

| Andra omgången |                               |     |                                   |
|                |                               |     |                                   |
| 17-10          | Reggio Emilia-Reggio Calabria | 0-3 | 19-25, 19-25, 21-25               |
| 17-10          | Perugia-Modena                | 1-3 | 25-20, 17-25, 22-25, 27-29        |
| 17-10          | Vicenza-Bergamo               | 2-3 | 25-20, 19-25, 20-25, 27-25, 14-16 |
| 17-10          | Napoli-Firenze                | 3-0 | 25-18, 25-16, 25-21               |
| 17-10          | Busto Arsizio-Ravenna         | 3-2 | 24-26, 16-25, 25-23, 25-14, 15-11 |
| 17-10          | Matera-Palermo                | 3-1 | 25-20, 28-30, 25-19, 28-26        |

| Tredje omgången |                         |     |                            |
|                 |                         |     |                            |
| 23-10           | Reggio Calabria-Vicenza | 3-1 | 30-28, 23-25, 25-21, 25-21 |
| 24-10           | Bergamo-Perugia         | 3-0 | 25-19, 25-17, 25-19        |
| 24-10           | Modena-Napoli           | 1-3 | 23-25, 25-22, 23-25, 20-25 |
| 24-10           | Palermo-Reggio Emilia   | 3-1 | 25-23, 27-25, 17-25, 25-19 |
| 24-10           | Ravenna-Matera          | 3-1 | 25-15, 25-18, 17-25, 25-19 |
| 24-10           | Firenze-Busto Arsizio   | 0-3 | 22-25, 16-25, 20-25        |

| Fjärde omgången |                               |     |                                   |
|                 |                               |     |                                   |
| 31-10           | Busto Arsizio-Reggio Calabria | 1-3 | 23-25, 21-25, 25-23, 20-25        |
| 31-10           | Perugia-Palermo               | 2-3 | 25-17, 26-24, 24-26, 23-25, 15-17 |
| 31-10           | Matera-Bergamo                | 0-3 | 22-25, 19-25, 16-25               |
| 31-10           | Reggio Emilia-Modena          | 1-3 | 25-21, 9-25, 20-25, 21-25         |
| 31-10           | Vicenza-Firenze               | 3-0 | 25-21, 25-19, 25-13               |
| 31-10           | Napoli-Ravenna                | 3-1 | 25-15, 28-26, 13-25, 25-17        |

| Femte omgången |                         |     |                                  |
|                |                         |     |                                  |
| 07-11          | Bergamo-Reggio Emilia   | 3-0 | 25-14, 25-15, 25-19              |
| 07-11          | Reggio Calabria-Ravenna | 3-2 | 17-25, 22-25, 25-22, 25-18, 15-7 |
| 07-11          | Palermo-Firenze         | 3-0 | 25-20, 25-16, 25-20              |
| 07-11          | Perugia-Busto Arsizio   | 3-0 | 25-12, 25-15, 25-20              |
| 07-11          | Vicenza-Napoli          | 3-0 | 29-27, 26-24, 25-23              |
| 07-11          | Modena-Matera           | 3-1 | 25-16, 23-25, 25-15, 25-21       |

| Sjätte omgången |                        |     |                                   |
|                 |                        |     |                                   |
| 14-11           | Reggio Emilia-Vicenza  | 1-3 | 22-25, 25-17, 22-25, 15-25        |
| 14-11           | Ravenna-Palermo        | 3-0 | 25-23, 25-23, 25-17               |
| 14-11           | Firenze-Bergamo        | 1-3 | 22-25, 19-25, 25-18, 24-26        |
| 14-11           | Napoli-Perugia         | 3-2 | 25-21, 25-20, 18-25, 36-38, 15-12 |
| 13-11           | Matera-Reggio Calabria | 0-3 | 22-25, 23-25, 16-25               |
| 14-11           | Busto Arsizio-Modena   | 0-3 | 13-25, 14-25, 18-25               |

| Sjunde omgången |                        |     |                                   |
|                 |                        |     |                                   |
| 21-11           | Bergamo-Busto Arsizio  | 3-0 | 25-18, 25-23, 25-20               |
| 20-11           | Reggio Calabria-Modena | 3-1 | 18-25, 25-23, 30-28, 25-23        |
| 21-11           | Ravenna-Firenze        | 0-3 | 23-25, 28-30, 16-25               |
| 21-11           | Perugia-Vicenza        | 3-2 | 25-23, 25-23, 28-30, 18-25, 20-18 |
| 21-11           | Matera-Reggio Emilia   | 3-1 | 25-20, 24-26, 25-20, 25-16        |
| 20-11           | Palermo-Napoli         | 1-3 | 22-25, 12-25, 25-23, 20-25        |

| Åttonde omgången |                         |     |                                   |
|                  |                         |     |                                   |
| 28-11            | Bergamo-Palermo         | 3-1 | 25-15, 25-15, 23-25, 26-24        |
| 28-11            | Firenze-Reggio Calabria | 0-3 | 16-25, 18-25, 15-25               |
| 28-11            | Modena-Ravenna          | 3-0 | 25-19, 25-15, 25-21               |
| 28-11            | Reggio Emilia-Perugia   | 3-2 | 22-25, 25-19, 25-19, 20-25, 15-13 |
| 24-11            | Vicenza-Busto Arsizio   | 3-1 | 18-25, 25-19, 25-14, 30-28        |
| 27-11            | Napoli-Matera           | 3-0 | 25-19, 26-24, 25-16               |

| Nionde omgången |                             |     |                                   |
|                 |                             |     |                                   |
| 05-12           | Reggio Calabria-Napoli      | 3-1 | 25-23, 25-16, 25-27, 29-27        |
| 05-12           | Ravenna-Bergamo             | 0-3 | 21-25, 22-25, 18-25               |
| 04-12           | Firenze-Modena              | 0-3 | 17-25, 25-27, 24-26               |
| 05-12           | Busto Arsizio-Reggio Emilia | 3-2 | 26-24, 21-25, 25-18, 21-25, 17-15 |
| 04-12           | Matera-Perugia              | 0-3 | 15-25, 22-25, 20-25               |
| 05-12           | Palermo-Vicenza             | 2-3 | 25-14, 25-17, 24-26, 24-26, 13-15 |

| Tionde omgången |                         |     |                            |
|                 |                         |     |                            |
| 08-12           | Reggio Calabria-Bergamo | 3-1 | 27-29, 25-17, 25-23, 25-17 |
| 08-12           | Modena-Palermo          | 3-0 | 25-22, 25-9, 25-19         |
| 08-12           | Busto Arsizio-Napoli    | 1-3 | 26-28, 21-25, 25-19, 22-25 |
| 08-12           | Vicenza-Matera          | 0-3 | 24-26, 23-25, 19-25        |
| 08-12           | Perugia-Ravenna         | 3-1 | 25-20, 25-19, 22-25, 25-23 |
| 07-12           | Reggio Emilia-Firenze   | 3-1 | 22-25, 25-19, 25-22, 25-18 |

| Elfte omgången |                         |     |                                   |
|                |                         |     |                                   |
| 12-12          | Palermo-Reggio Calabria | 0-3 | 17-25, 17-25, 22-25               |
| 12-12          | Bergamo-Modena          | 1-3 | 17-25, 25-19, 14-25, 22-25        |
| 12-12          | Napoli-Reggio Emilia    | 3-2 | 23-25, 25-21, 25-15, 23-25, 15-12 |
| 12-12          | Matera-Busto Arsizio    | 3-1 | 25-17, 23-25, 34-32, 25-21        |
| 12-12          | Firenze-Perugia         | 0-3 | 14-25, 21-25, 22-25               |
| 12-12          | Ravenna-Vicenza         | 3-1 | 25-20, 34-32, 17-25, 25-22        |

| Tolfte omgången |                         |     |                                  |
|                 |                         |     |                                  |
| 18-12           | Perugia-Reggio Calabria | 2-3 | 24-26, 25-20, 22-25, 25-23, 9-15 |
| 19-12           | Vicenza-Modena          | 1-3 | 23-25, 27-25, 16-25, 21-25       |
| 19-12           | Napoli-Bergamo          | 1-3 | 25-19, 18-25, 22-25, 25-27       |
| 19-12           | Reggio Emilia-Ravenna   | 1-3 | 25-20, 21-25, 21-25, 14-25       |
| 19-12           | Matera-Firenze          | 3-0 | 25-18, 25-22, 25-14              |
| 19-12           | Busto Arsizio-Palermo   | 3-1 | 20-25, 25-21, 25-21, 25-14       |

| Trettonde omgången |                               |     |                                  |
|                    |                               |     |                                  |
| 21-12              | Reggio Calabria-Reggio Emilia | 3-0 | 25-18, 25-18, 25-20              |
| 22-12              | Modena-Perugia                | 1-3 | 27-29, 22-25, 26-24, 21-25       |
| 22-12              | Bergamo-Vicenza               | 1-3 | 20-25, 25-22, 24-26, 19-25       |
| 22-12              | Firenze-Napoli                | 3-1 | 21-25, 25-22, 25-21, 25-17       |
| 22-12              | Ravenna-Busto Arsizio         | 3-0 | 25-22, 25-21, 27-25              |
| 22-12              | Palermo-Matera                | 3-2 | 19-25, 31-33, 25-18, 25-17, 15-7 |

| Fjortonde omgången |                         |     |                                   |
|                    |                         |     |                                   |
| 16-01              | Vicenza-Reggio Calabria | 2-3 | 22-25, 25-23, 21-25, 25-20, 8-15  |
| 16-01              | Perugia-Bergamo         | 3-2 | 25-20, 24-26, 18-25, 26-24, 15-13 |
| 16-01              | Napoli-Modena           | 2-3 | 20-25, 25-20, 22-25, 25-18, 9-15  |
| 16-01              | Reggio Emilia-Palermo   | 1-3 | 22-25, 25-27, 25-13, 18-25        |
| 16-01              | Matera-Ravenna          | 2-3 | 25-22, 16-25, 25-22, 22-25, 9-15  |
| 16-01              | Busto Arsizio-Firenze   | 2-3 | 20-25, 25-12, 25-17, 20-25, 12-15 |

| Femtonde omgången |                               |     |                                  |
|                   |                               |     |                                  |
| 23-01             | Reggio Calabria-Busto Arsizio | 3-1 | 21-25, 25-11, 25-15, 25-13       |
| 23-01             | Palermo-Perugia               | 3-1 | 29-27, 25-23, 26-28, 25-21       |
| 23-01             | Bergamo-Matera                | 3-0 | 26-24, 25-15, 25-20              |
| 22-01             | Modena-Reggio Emilia          | 3-1 | 25-16, 23-25, 28-26, 25-22       |
| 23-01             | Firenze-Vicenza               | 0-3 | 20-25, 23-25, 22-25              |
| 22-01             | Ravenna-Napoli                | 2-3 | 25-20, 25-20, 11-25, 24-26, 9-15 |

| Sextonde omgången |                         |     |                                   |
|                   |                         |     |                                   |
| 06-02             | Reggio Emilia-Bergamo   | 0-3 | 15-25, 17-25, 17-25               |
| 05-02             | Ravenna-Reggio Calabria | 0-3 | 21-25, 16-25, 13-25               |
| 06-02             | Firenze-Palermo         | 2-3 | 25-19, 25-20, 17-25, 11-25, 22-24 |
| 06-02             | Busto Arsizio-Perugia   | 0-3 | 19-25, 20-25, 14-25               |
| 06-02             | Napoli-Vicenza          | 3-0 | 25-15, 25-16, 25-18               |
| 06-02             | Matera-Modena           | 3-1 | 25-22, 25-20, 20-25, 25-21        |

| Sjuttonde omgången |                        |     |                                   |
|                    |                        |     |                                   |
| 13-02              | Vicenza-Reggio Emilia  | 3-1 | 21-25, 25-18, 25-20, 25-23        |
| 13-02              | Palermo-Ravenna        | 3-2 | 22-25, 21-25, 25-17, 25-19, 15-10 |
| 13-02              | Bergamo-Firenze        | 3-0 | 25-20, 25-18, 25-22               |
| 13-02              | Perugia-Napoli         | 3-0 | 25-20, 26-24, 25-21               |
| 13-02              | Reggio Calabria-Matera | 2-3 | 23-25, 25-13, 25-22, 27-29, 10-15 |
| 13-02              | Modena-Busto Arsizio   | 3-1 | 25-23, 19-25, 25-20, 26-24        |

| Artonde omgången |                        |     |                            |
|                  |                        |     |                            |
| 27-02            | Busto Arsizio-Bergamo  | 0-3 | 24-26, 16-25, 16-25        |
| 24-02            | Modena-Reggio Calabria | 0-3 | 29-31, 26-28, 24-26        |
| 27-02            | Firenze-Ravenna        | 3-0 | 25-15, 25-23, 31-29        |
| 27-02            | Vicenza-Perugia        | 0-3 | 17-25, 18-25, 23-25        |
| 27-02            | Reggio Emilia-Matera   | 1-3 | 19-25, 25-22, 18-25, 21-25 |
| 27-02            | Napoli-Palermo         | 3-0 | 26-24, 25-21, 25-15        |

| Nittonde omgången |                         |     |                                   |
|                   |                         |     |                                   |
| 05-03             | Palermo-Bergamo         | 2-3 | 20-25, 25-19, 21-25, 25-20, 11-15 |
| 29-02             | Reggio Calabria-Firenze | 3-0 | 25-18, 25-18, 25-19               |
| 04-03             | Ravenna-Modena          | 0-3 | 17-25, 17-25, 18-25               |
| 05-03             | Perugia-Reggio Emilia   | 3-0 | 25-19, 25-14, 25-23               |
| 07-03             | Busto Arsizio-Vicenza   | 3-1 | 23-25, 25-22, 25-19, 25-18        |
| 05-03             | Matera-Napoli           | 3-2 | 25-23, 25-23, 16-25, 20-25, 15-12 |

| Tjugonde omgången |                             |     |                                   |
|                   |                             |     |                                   |
| 12-03             | Napoli-Reggio Calabria      | 2-3 | 21-25, 27-25, 25-20, 22-25, 13-15 |
| 07-03             | Bergamo-Ravenna             | 3-1 | 25-21, 25-21, 19-25, 25-19        |
| 11-03             | Modena-Firenze              | 3-0 | 25-17, 25-19, 25-16               |
| 11-03             | Reggio Emilia-Busto Arsizio | 3-1 | 19-25, 25-20, 25-19, 25-22        |
| 07-03             | Perugia-Matera              | 3-1 | 19-25, 25-15, 25-19, 25-22        |
| 12-03             | Vicenza-Palermo             | 3-0 | 25-18, 25-20, 25-22               |

| Tjugoförsta omgången |                         |     |                                   |
|                      |                         |     |                                   |
| 19-03                | Bergamo-Reggio Calabria | 1-3 | 25-19, 18-25, 20-25, 16-25        |
| 19-03                | Palermo-Modena          | 1-3 | 20-25, 8-25, 25-23, 14-25         |
| 19-03                | Napoli-Busto Arsizio    | 1-3 | 23-25, 25-18, 21-25, 25-27        |
| 19-03                | Matera-Vicenza          | 2-3 | 22-25, 27-29, 25-18, 25-19, 8-15  |
| 18-03                | Ravenna-Perugia         | 2-3 | 27-25, 18-25, 19-25, 25-21, 11-15 |
| 19-03                | Firenze-Reggio Emilia   | 3-0 | 26-24, 25-17, 25-20               |

| Tjugoandra omgången |                         |     |                            |
|                     |                         |     |                            |
| 25-03               | Reggio Calabria-Palermo | 3-0 | 25-22, 25-18, 25-18        |
| 26-03               | Modena-Bergamo          | 3-0 | 25-23, 25-18, 25-19        |
| 25-03               | Reggio Emilia-Napoli    | 0-3 | 22-25, 19-25, 17-25        |
| 26-03               | Busto Arsizio-Matera    | 1-3 | 18-25, 21-25, 25-23, 12-25 |
| 26-03               | Perugia-Firenze         | 3-0 | 25-18, 25-20, 25-16        |
| 26-03               | Vicenza-Ravenna         | 3-0 | 25-18, 25-8, 25-17         |

#### Sluttabell[2]
| Pos. | Lag                         | Pt | M  | V  | F  | SV | SF | Kvot  | PV    | PF    | Kvot  |
| ---- | --------------------------- | -- | -- | -- | -- | -- | -- | ----- | ----- | ----- | ----- |
| 1.   | Virtus Reggio Calabria      | 60 | 22 | 21 | 1  | 65 | 18 | 3.611 | 1 996 | 1 702 | 1.172 |
| 2.   | Volley Modena               | 50 | 22 | 17 | 5  | 55 | 25 | 2.200 | 1 940 | 1 671 | 1.160 |
| 3.   | Volley Bergamo              | 44 | 22 | 15 | 7  | 52 | 29 | 1.793 | 1 853 | 1 722 | 1.076 |
| 4.   | Pallavolo Sirio Perugia     | 43 | 22 | 14 | 8  | 52 | 33 | 1.575 | 1 969 | 1 836 | 1.072 |
| 5.   | Centro Ester Pallavolo      | 39 | 22 | 13 | 9  | 49 | 38 | 1.289 | 2 007 | 1 876 | 1.069 |
| 6.   | Vicenza Volley              | 34 | 22 | 11 | 11 | 43 | 41 | 1.048 | 1 887 | 1 895 | 0.995 |
| 7.   | PVF Matera                  | 31 | 22 | 10 | 12 | 39 | 46 | 0.847 | 1 838 | 1 923 | 0.955 |
| 8.   | Pallavolo Palermo           | 25 | 22 | 9  | 13 | 36 | 51 | 0.705 | 1 862 | 1 983 | 0.938 |
| 9.   | Olimpia Ravenna             | 23 | 22 | 6  | 16 | 33 | 53 | 0.622 | 1 794 | 1 930 | 0.929 |
| 10.  | Romanelli Volley            | 18 | 22 | 6  | 16 | 22 | 51 | 0.431 | 1 510 | 1 712 | 0.882 |
| 11.  | Futura Volley Busto Arsizio | 17 | 22 | 6  | 16 | 29 | 55 | 0.527 | 1 780 | 1 945 | 0.915 |
| 12.  | Pallavolo Reggio Emilia     | 12 | 22 | 4  | 18 | 25 | 60 | 0.416 | 1 745 | 1 986 | 0.878 |

| Kvalificerade för slutspel | Nerflyttade till Serie A2 |

### Slutspel

#### Spelschema
|  | Kvartsfinaler | Kvartsfinaler           | Kvartsfinaler | Kvartsfinaler           | Kvartsfinaler |   |                        | Semifinaler    | Semifinaler | Semifinaler | Semifinaler | Semifinaler | Semifinaler | Semifinaler |  |  | Final | Final | Final | Final | Final | Final | Final |  |
|  |               |                         |               |                         |               |   |                        |                |             |             |             |             |             |             |  |  |       |       |       |       |       |       |       |  |
|  | 1             | Virtus Reggio Calabria  | 3             | 3                       |               |   |                        |                |             |             |             |             |             |             |  |  |       |       |       |       |       |       |       |  |
|  | 1             | Virtus Reggio Calabria  | 3             | 3                       |               |   |                        |                |             |             |             |             |             |             |  |  |       |       |       |       |       |       |       |  |
|  | 8             | Pallavolo Palermo       | 0             | 2                       |               |   |                        |                |             |             |             |             |             |             |  |  |       |       |       |       |       |       |       |  |
|  | 8             | Pallavolo Palermo       | 0             | 2                       |               | 1 | Virtus Reggio Calabria | 3              | 1           | 3           | 1           | 3           |             |             |  |  |       |       |       |       |       |       |       |  |
|  |               |                         |               |                         |               | 1 | Virtus Reggio Calabria | 3              | 1           | 3           | 1           | 3           |             |             |  |  |       |       |       |       |       |       |       |  |
|  |               |                         | 4             | Pallavolo Sirio Perugia | 1             | 3 | 0                      | 3              | 1           |             |             |             |             |             |  |  |       |       |       |       |       |       |       |  |
|  | 5             | Centro Ester Pallavolo  | 4             | Pallavolo Sirio Perugia | 1             | 3 | 0                      | 3              | 1           | 1           | 0           |             |             |             |  |  |       |       |       |       |       |       |       |  |
|  | 5             | Centro Ester Pallavolo  |               |                         |               |   |                        |                |             |             |             |             |             |             |  |  |       |       |       |       |       |       |       |  |
|  | 4             | Pallavolo Sirio Perugia | 3             | 3                       |               |   |                        |                |             |             |             |             |             |             |  |  |       |       |       |       |       |       |       |  |
|  | 4             | Pallavolo Sirio Perugia | 3             | 3                       |               | 1 | Virtus Reggio Calabria | 0              | 1           | 3           | 3           | 0           |             |             |  |  |       |       |       |       |       |       |       |  |
|  |               |                         |               |                         |               |   |                        |                |             |             |             |             |             |             |  |  |       |       |       |       |       |       |       |  |
|  |               |                         | 2             | Volley Modena           | 3             | 3 | 2                      | 2              | 3           |             |             |             |             |             |  |  |       |       |       |       |       |       |       |  |
|  | 3             | Volley Bergamo          | 2             | Volley Modena           | 3             | 3 | 2                      | 2              | 3           | 3           | 1           | 1           |             |             |  |  |       |       |       |       |       |       |       |  |
|  | 3             | Volley Bergamo          |               |                         |               |   |                        |                |             |             |             | 1           |             |             |  |  |       |       |       |       |       |       |       |  |
|  | 6             | Vicenza Volley          | 0             | 3                       | 3             |   |                        |                |             |             |             |             |             |             |  |  |       |       |       |       |       |       |       |  |
|  | 6             | Vicenza Volley          | 0             | 3                       | 3             |   | 6                      | Vicenza Volley | 3           | 0           | 1           | 0           |             |             |  |  |       |       |       |       |       |       |       |  |
|  |               |                         |               |                         |               |   | 6                      | Vicenza Volley | 3           | 0           | 1           | 0           |             |             |  |  |       |       |       |       |       |       |       |  |
|  |               |                         | 2             | Volley Modena           | 2             | 3 | 3                      | 3              |             |             |             |             |             |             |  |  |       |       |       |       |       |       |       |  |
|  | 7             | PVF Matera              | 2             | Volley Modena           | 2             | 3 | 3                      | 3              | 0           | 2           |             |             |             |             |  |  |       |       |       |       |       |       |       |  |
|  | 7             | PVF Matera              |               |                         |               |   |                        |                |             |             |             |             |             |             |  |  |       |       |       |       |       |       |       |  |
|  | 2             | Volley Modena           | 3             | 3                       |               |   |                        |                |             |             |             |             |             |             |  |  |       |       |       |       |       |       |       |  |

#### Resultat
| Kvartsfinaler |                         |     |                            |
|               |                         |     |                            |
| 30-03         | Reggio Calabria-Palermo | 3-0 | 25-19, 25-21, 25-19        |
| 30-03         | Perugia-Napoli          | 3-1 | 25-15, 27-25, 18-25, 26-24 |
| 30-03         | Modena-Matera           | 3-0 | 25-23, 25-22, 25-22        |
| 29-03         | Bergamo-Vicenza         | 3-0 | 25-13, 25-17, 25-18        |

| 02-04 | Palermo-Reggio Calabria | 2-3 | 18-25, 25-22, 18-25, 25-23, 10-15 |
| 02-04 | Napoli-Perugia          | 0-3 | 24-26, 17-25, 15-25               |
| 02-04 | Matera-Modena           | 2-3 | 25-23, 25-23, 23-25, 24-26, 15-17 |
| 01-04 | Vicenza-Bergamo         | 3-1 | 28-26, 19-25, 25-20, 25-19        |

| 05-04 | Bergamo-Vicenza | 1-3 | 23-25 28-30 25-21 13-25 |

| Semifinaler |                         |     |                                   |
|             |                         |     |                                   |
| 09-04       | Perugia-Reggio Calabria | 1-3 | 24-26, 28-26, 19-25, 17-25        |
| 09-04       | Vicenza-Modena          | 3-2 | 18-25, 25-22, 25-20, 19-25, 15-13 |

| 13-04 | Reggio Calabria-Perugia | 1-3 | 22-25, 24-26, 25-21, 25-27 |
| 13-04 | Modena-Vicenza          | 3-0 | 25-14, 25-13, 25-23        |

| 16-04 | Reggio Calabria-Perugia | 3-0 | 26-24, 28-26, 27-25        |
| 15-04 | Modena-Vicenza          | 3-1 | 25-23, 25-22, 22-25, 25-21 |

| 19-04 | Perugia-Reggio Calabria | 3-1 | 24-26, 26-24, 25-22, 25-23 |
| 20-04 | Vicenza-Modena          | 0-3 | 22-25, 20-25, 19-25        |

| 22-04 | Reggio Calabria-Perugia | 3-1 | 25-22, 15-25, 27-25, 25-20 |

| Final |                        |     |                                   |
|       |                        |     |                                   |
| 25-04 | Modena-Reggio Calabria | 3-0 | 25-20, 25-19, 25-14               |
| 29-04 | Reggio Calabria-Modena | 1-3 | 20-25, 25-20, 15-25, 23-25        |
| 04-05 | Reggio Calabria-Modena | 3-2 | 19-25, 25-23, 25-18, 15-25, 15-8  |
| 06-05 | Modena-Reggio Calabria | 2-3 | 25-18, 24-26, 25-18, 17-25, 13-15 |
| 11-05 | Reggio Calabria-Modena | 0-3 | 18-25, 21-25, 19-25               |

## Resultat för deltagande i andra turneringar
| Klubb                       | Kvalificerat för                    |
| --------------------------- | ----------------------------------- |
| Volley Modena               | European Champions League 2000/2001 |
| Virtus Reggio Calabria      | European Champions League 2000/2001 |
| Pallavolo Sirio Perugia     | CEV Cup 2000/2001                   |
| Vicenza Volley              | CEV Cup 2000/2001                   |
| Volley Bergamo              | CEV Cup 2000/2001                   |
| Futura Volley Busto Arsizio | Serie A2 2001/2002                  |
| Pallavolo Reggio Emilia     | Serie A2 2001/2002                  |

## Statistik
| Vunna poäng | Vunna poäng              | Vunna poäng | Vunna poäng                 |
| Pos.        | Namn                     | Poäng       | Lag                         |
| ----------- | ------------------------ | ----------- | --------------------------- |
| 1           | Antonina Zetova          | 479         | Volley Modena               |
| 2           | Barbara Jelić            | 451         | Centro Ester Pallavolo      |
| 3           | Henriëtte Weersing       | 432         | Vicenza Volley              |
| 4           | Carmen Țurlea            | 400         | PVF Matera                  |
| 5           | Gabriela Pérez del Solar | 351         | Volley Bergamo              |
| 6           | Silvia Croatto           | 327         | Olimpia Ravenna             |
| 7           | Daniela Biamonte         | 322         | Pallavolo Reggio Emilia     |
| 8           | Elvira Savostianova      | 288         | Olimpia Ravenna             |
| 9           | Carolina Costagrande     | 278         | Futura Volley Busto Arsizio |
| 10          | Natal'ja Bozhenova       | 274         | Olimpia Ravenna             |

| Vunna attacker | Vunna attacker           | Vunna attacker | Vunna attacker              |
| Pos.           | Namn                     | Poäng          | Lag                         |
| -------------- | ------------------------ | -------------- | --------------------------- |
| 1              | Antonina Zetova          | 402            | Volley Modena               |
| 2              | Barbara Jelić            | 393            | Centro Ester Pallavolo      |
| 3              | Carmen Țurlea            | 368            | PVF Matera                  |
| 4              | Henriëtte Weersing       | 366            | Vicenza Volley              |
| 5              | Daniela Biamonte         | 288            | Pallavolo Reggio Emilia     |
| 6              | Silvia Croatto           | 284            | Olimpia Ravenna             |
| 7              | Elvira Savostianova      | 266            | Olimpia Ravenna             |
| 8              | Gabriela Pérez del Solar | 255            | Volley Bergamo              |
| 9              | Carolina Costagrande     | 241            | Futura Volley Busto Arsizio |
| 10             | Dorota Świeniewicz       | 231            | Pallavolo Sirio Perugia     |

| Vunna block | Vunna block              | Vunna block | Vunna block             |
| Pos.        | Namn                     | Poäng       | Lag                     |
| ----------- | ------------------------ | ----------- | ----------------------- |
| 1           | Gabriela Pérez del Solar | 80          | Volley Bergamo          |
| 2           | Ana Flávia Sanglard      | 66          | Volley Modena           |
| 3           | Małgorzata Glinka        | 60          | Vicenza Volley          |
| 4           | Micaela Vecerkova        | 57          | Centro Ester Pallavolo  |
| 5           | Beatrice Zanotti         | 56          | Olimpia Ravenna         |
| 6           | Susanne Lahme            | 52          | Pallavolo Sirio Perugia |
| 7           | Antonella Bragaglia      | 51          | Centro Ester Pallavolo  |
| 8           | Branka Sekulić           | 49          | Vicenza Volley          |
| 9           | Maria Chiara Remati      | 48          | Pallavolo Reggio Emilia |
| 9           | Marcela Ritschelová      | 48          | Virtus Reggio Calabria  |

| Serveess | Serveess           | Serveess | Serveess                    |
| Pos.     | Namn               | Poäng    | Lag                         |
| -------- | ------------------ | -------- | --------------------------- |
| 1        | Antonina Zetova    | 31       | Volley Modena               |
| 1        | Janis Kelly        | 31       | Pallavolo Palermo           |
| 3        | Alyson Randick     | 30       | Pallavolo Palermo           |
| 4        | Barbara Jelić      | 24       | Centro Ester Pallavolo      |
| 4        | Jenny Barazza      | 24       | Futura Volley Busto Arsizio |
| 6        | Dorota Świeniewicz | 22       | Pallavolo Sirio Perugia     |
| 6        | Tatjana Menšova    | 22       | Vicenza Volley              |
| 8        | Henriëtte Weersing | 21       | Vicenza Volley              |
| 9        | Hanka Pachale      | 20       | Volley Modena               |
| 10       | Irina Kirillova    | 19       | Virtus Reggio Calabria      |

| Perfekta mottagningar | Perfekta mottagningar | Perfekta mottagningar | Perfekta mottagningar       |
| Pos.                  | Namn                  | Poäng                 | Lag                         |
| --------------------- | --------------------- | --------------------- | --------------------------- |
| 1                     | Ana Paula de Tassis   | 316                   | PVF Matera                  |
| 2                     | Dorota Świeniewicz    | 280                   | Pallavolo Sirio Perugia     |
| 3                     | Zhiling Wang          | 241                   | Volley Modena               |
| 4                     | Tatiana Artmenko      | 233                   | Pallavolo Palermo           |
| 5                     | Hanka Pachale         | 230                   | Volley Modena               |
| 6                     | Ester Franco          | 221                   | Futura Volley Busto Arsizio |
| 6                     | Natalja Bozhenova     | 221                   | Olimpia Ravenna             |
| 8                     | Pan Li                | 218                   | Volley Modena               |
| 9                     | Tatjana Menšova       | 214                   | Vicenza Volley              |
| 10                    | Rosella Mariani       | 212                   | Futura Volley Busto Arsizio |

OBS: Uppgifterna gäller enbart grundserien